# Коломийська районна рада
Коломийська райо́нна ра́да — районна рада Івано-Франківської області.